# 奧爾良特快
奧爾良特快（英語）是加拿大魁北克省的一家长途汽车运营商。服务的目的地包括安大略省渥太华、魁北克省加蒂诺、蒙特利尔、三河市、魁北克市、狼河市、里穆斯基和加斯佩。
自2012年起，奧爾良特快完全由Keolis集团子公司凱雷奧斯加拿大（Keolis Canada）全资拥有。凱雷奧斯集团是法国城市和城际交通领域的领导者，也是欧洲和世界各地公共客运的主要参与者。